# کوری رودخانه

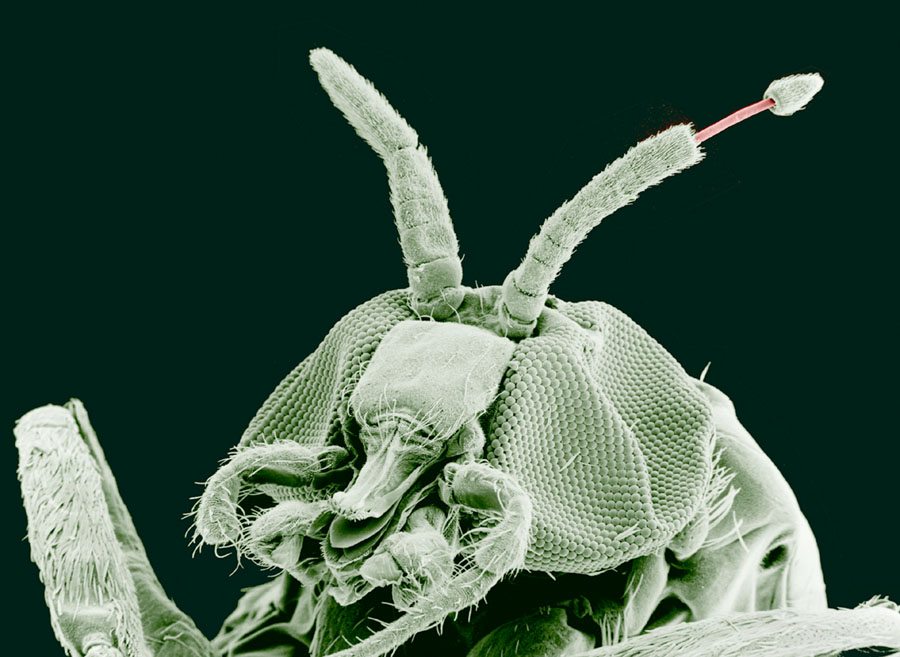
مگس با انگل اونکوسرکا ولولوس که از شاخک بیرون زده است (عکس با میکروسکوپ الکترونی)

انکوسرکیازیس (به انگلیسی: Onchocerciasis) که با نام کوری رودخانه (به انگلیسی: river blindness) و بیماری روبلز (به انگلیسی: Robles diseasedisease) نیز شناخته شده‌است یک بیماری است که از راه آلودگی به یک کرم انگلی به نام کرم کوری رودخانه با نام علمی اونکوسرکا ولولوس ایجاد می‌شود. نشانگان این بیماری شامل خارش شدید، برجستگی‌های زیرپوستی، و کوری هستند. پس از تراخم، این بیماری دومین عامل رایج کوری در اثر عفونت است.
کرم انگلی عامل این بیماری به وسیلهٔ نیش سیاه‌مگس از نوع سیمولیوم شیوع پیدا می‌کند. معمولاً باید این مگس تعداد زیادی نیش بزند تا آلودگی رخ دهد. این مگس‌ها نزدیک رودخانه‌ها زندگی می‌کنند و علت نام گذاری بیماری نیز همین است. وقتی که کرم‌ها وارد بدن انسان شدند، لارو‌هایی را ایجاد می‌کنند که از پوست بیرون می‌زنند. در این حالت می‌توانند سیاه‌مگس بعدی را که به فرد نیش می‌زند آلوده کنند. چند روش برای تشخیص این بیماری وجود دارد، مثلاً با بافت‌برداری از پوست در سرم نرمال سالین و مشاهدهٔ خروج لاروها، جستجو در چشم‌ها برای یافتن لاروها، و جستجو در برآمدگی‌های زیرپوستی به منظور یافتن کرم‌های بالغ.
هیچ واکسنی علیه این بیماری وجود ندارد. برای پیشگیری باید از گزیده شدن توسط مگس‌ها جلوگیری کرد. برای این کار می‌توان از مواد دفع کنندهٔ حشرات استفاده کرد یا لباس‌های مناسب پوشید. از جمله کارهای دیگری که می‌توان انجام داد استفاده از افکن‌های حشره‌کش است. تلاش‌هایی نیز در حال حاضر برای ریشه کن کردن بیماری در حال انجام است. این کار از طریق دو بار درمان کل گروه افراد در برخی مناطق جهان صورت می‌پذیرد. درمان افراد آلوده از طریق تجویز داروی آیورمکتین به مدت هر شش ماه تا دوازده ماه صورت می‌گیرد. این شیوهٔ درمانی لاروها را می‌کشد، اما نمی‌تواند کرم‌های بالغ را از بین ببرد. به نظر می‌رسد که داروی داکسی‌سایکلین که یک نوع باکتری وابسته به اندوزیم بیانت را به نام ولباچیا می‌کشد، موجب ضعیف شدن کرم‌ها می‌شود که برخی این دارو را نیز توصیه می‌کنند. ممکن است که برآمدگی‌های زیر پوستی از طریق جراحی نیز برداشته شوند.
نزدیک به ۱۷ تا ۲۵ میلیون از افراد آلوده به کوری رودخانه‌ای هستند که حدود ۰/۸ میلیون از آن‌ها درجاتی از از دست دادن بینایی را تجربه کرده‌اند. بیشتر موارد عفونت در آفریقای سیاه یافت می‌شوند، اما مواردی نیز در یمن، مناطق جدا افتادهٔ آمریکای مرکزی و آمریکای جنوبی نیز گزارش شده‌اند. در سال ۱۹۱۵، پزشکی به نام رودولفو روبلز برای نخستین بار از ارتباط بین این کرم و بیماری چشمی پرده برداشت. سازمان بهداشت جهانی این بیماری را جزء یکی از بیماری‌های مورد غفلت مناطق استوایی برشمرده است.